# Bang (album)
Pour les articles homonymes, voir Bang.
Albums de James Gang
Passin' Thru
(1972) Miami
(1974)
Singles
1. Must Be Loved
Sortie : 1973
2. Standing in the Rain
Sortie : 1973

Bang est le sixième album studio du groupe rock américain, James Gang. Il est sorti en octobre 1973 sur le label Atco Records et a été produit par le groupe.

## Historique

### Arrivée de Tommy Bolin
Lorsque Domenic Troiano quitte le groupe pour rejoindre The Guess Who, le groupe se retrouve une fois de plus sans guitariste. Tommy Bolin qui n'arrivait pas à concrétiser son projet de nouveau groupe appelé "Energy", rejoint Billy Cobham à New York pour enregistrer les parties de guitare de l'album Spectrum. C'est sur les recommandations de Joe Walsh, lui et Tommy avaient déjà jammé ensemble, que Bolin rejoignit le James Gang. Jim Fox et Dale Peters étaient impressionnés par le jeu de guitare de Tommy sur l'album de Billy Cobham mais voulait voir sa capacité à jouer du rock, quinze minutes d'audition suffiront à les convaincre et Tommy eut le job.

### L'album
Le nouveau line-up du groupe se mit immédiatement au travail et rejoignit les Cleveland Recording Company Studios dans l'Ohio dès le mois d'août 1973. Il y restera jusqu'à la fin septembre et l'album sortira au mois d'octobre. L'album contient presque exclusivement des chansons que Tommy Bolin a composé avant de rejoindre le groupe. Ces chansons sont soit composées avec John Tesar, un auteur que Tommy a connu à L’Université du Dakota du Sud dès 1966, soit avec Jeff Cook, qui était le chanteur de l'éphémère Energy. Tommy et Roy Kenner chantaient souvent ensemble A cappella lors des sessions studios, Roy conseillant Tommy , d'où naquit la chanson Ride the Wind et ce qui permit à Tommy d'assurer le chant du titre Alexis. La pochette de l'album était déjà prête, il s'agit d'une photo prise pendant la période où Domenic Troiano faisait encore partie du groupe, on remplaça simplement son visage par celui de Tommy Bolin.

### Singles et charts
Alors que le groupe souhaitait que leur premier single soit la chanson Alexis, leur label en décida autrement et opta pour le titre Must Be Loved. Jim Fox avoua en 2011 que cette chanson ne faisait même pas partie de ses cinq chansons favorites de l'album et devra se battre pour que Standing in the Rain soit choisie comme le deuxième single de l'album . Néanmoins, Must Be Love se classa à la 54 e place du Billboard Hot 100 aux États-Unis, faisant ainsi mieux que Funk #49 (59e), la chanson référence du groupe.
L'album, lui se classa à la 122e place du Billboard 200

## Liste des titres
Face 1
| No | Titre                         | Auteur            | Durée |
| -- | ----------------------------- | ----------------- | ----- |
| 1. | Standing in the Rain          | Tommy Bolin       | 5:05  |
| 2. | The Devil Is Singing Our Song | Bolin, John Tesar | 4:22  |
| 3. | Must Be Love                  | Bolin, Jeff Cook  | 3:48  |
| 4. | Alexis                        | Bolin, Cook       | 5:07  |

Face 2
| No | Titre                                        | Auteur            | Durée |
| -- | -------------------------------------------- | ----------------- | ----- |
| 1. | Ride the Wind                                | Bolin, Roy Kenner | 3:45  |
| 2. | Got No Time for Trouble                      | Bolin, Tesar      | 3:47  |
| 3. | Rather Be Alone with You (AKA Song for Dale) | Kenner            | 2:05  |
| 4. | From Another Time                            | Bolin, Tesar      | 4:00  |
| 5. | Mystery                                      | Bolin, Tesar      | 6:10  |

## Musiciens
- Roy Kenner: chant, percussions, chœurs
- Tommy Bolin: guitares, Moog synthétiseur, chœurs sur Standing in the Rain et chant principal sur Alexis
- Dale Peters: basse, chœurs sur Standing in the Rain
- Jim Fox: batterie, percussions, piano sur Mystery

## Charts
Album
| Pays       | Durée du classement | Meilleur classement |
| ---------- | ------------------- | ------------------- |
| États-Unis | 18 semaines         | 122 e               |

Single
| Pays       | titre        | Durée du classement | Meilleur classement |
| ---------- | ------------ | ------------------- | ------------------- |
| États-Unis | Must Be Love | 11 semaines         | 54 e                |